# Cantonul Baie-Mahault
Cantonul Baie-Mahault este un canton din arondismentul Basse-Terre, Guadelupa, Franța.

## Comune
- Baie-Mahault : 21.580 locuitori